# Fédération de Bahia de football

Logo

La Fédération de Bahia de football  (en portugais : Federação Bahiana de Futebol) est une association brésilienne regroupant les clubs de football de l'État de Bahia et organisant les compétitions au niveau régional, comme le championnat de Bahia de football. Elle représente également les clubs de Bahia au sein de la Fédération du Brésil de football. Elle fut créée en 1903.